# Вигнерс, Иварс
И́варс Ви́гнерс (латыш. Ivars Vīgners; 15 мая 1940, Рига — 27 июня 2007, там же) — латвийский композитор и дирижёр.

## Биография
Родился в Риге, в музыкальной семье. Отец — известный латышский дирижёр и композитор Леонидс Вигнерс, дед — композитор и хоровой дирижёр Эрнест Вигнерс.
С пятилетнего возраста изучал фортепиано под руководством профессора Валерия Зоста. В 1950—1958 учился в Рижской музыкальной школе им. Э. Дарзиня, сначала у В. Зоста, затем у Николая Федоровского по классу фортепиано. С 1958 года у того же преподавателя учился в Латвийской государственной консерватории им. Я. Витола, которую закончил в 1964 году.
По окончании консерватории работал звукорежиссёром (1966—1970). Пианист и концертмейстер симфонического оркестра Латвийского телевидения и радио (1965—1971), член Союза композиторов (с 1977). До 1983 года работал в эстрадном оркестре Латвийского телевидения и радио, где играл на фортепиано и синтезаторе и сочинял инструментальные пьесы.
С 1971 года композитор и создатель музыкального сопровождения для театральных спектаклей. В том числе: «Швейк» Арвида Цепуриша и Валда Гревиня (1974) и «Грехи Трины» Рудольфа Блауманиса (1983).
Иварс Вигнерс много работал с детскими музыкальными коллективами, для них писал специальные музыкальные произведения типа: «Игра» . Экспериментировал с современными возможностями компьютерной обработки музыкальных произведений. Написал музыку к 37 художественным, 15 анимационным, 36 документальным фильмам, более чем к ста короткометражным документальным и рекламным роликам.
Умер в Риге, после продолжительной и тяжёлой болезни.

## Дискография
- 1967 — Инструментальный ансамбль И. Вигнерса [Д—00019689-90]
- 1967 — Ансамбль И. Вигнерса [Д—00019801-2]
- 1973 — Веселое настроение. Играет инструментальный ансамбль п/у И. Вигнерса [СМ—04413-4]
- 1975 — И. Вигнерс. Чилийская баллада [С62—06033-4]
- 1976 — И. Вигнерс. Песни к спектаклю Я. Гашека «Швейк» на слова Я. Петерса [С62—07505-8]
- 1982 — Zelta dziesma / Золотая песня. Песни Иварса Вигнерса [С60—17597-98]
- 1983 — И. Вигнерс детям [С52—19317-18]
- 1983 — И. Вигнерс. Эстрадные песни [С62—20159-60]
- 1984 — Эстрадный оркестр Латвийского телевидения и радио п/у Иварса Вигнерса — Музыка над морем. Инструментальные песни [С60 20777 002]
- 1985 — Иварс Вигнерс. Музыка к спектаклю Р. Блауманиса «Грехи Трины». Стихи Яниса Петерса [С60 21711 006]